# Фудбалска репрезентација Сомалије
Фудбалска репрезентација Сомалије (сом. Xulka Qaranka Soomaaliya; арап. منتخب الصومال لكرة القدم) национални је фудбалски тим који на међународној фудбалској сцени представља афричку државу Сомалију. Делује под ингеренцијом Фудбалског савеза Сомалије основаног 1951, а пуноправног члана ФИФА и КАФ од 1962, односно 1968. године.
Репрезентација је позната под надимком Звезде Океана, националне боје су небеско плава и бела, а своје домаће утакмице тим игра на националном стадиону у Могадишу капацитета око 60.000 места. ФИФА кôд земље је SOM. Најбољи пласман на ФИФа ранг листи репрезентација Сомалије остварила је у априлу 1995. када је заузимала 158. место, док је најлошији пласман имала током априла 2018. када је заузимала 207. место.
Репрезентација Сомалије је резултатски гледано један од најлошијих националних тимова у Африци. У квалификацијама за светска првенства учествује од 1982, а 8 година раније дебитовали су и у квалификацијама за Афрички куп нација. У досадашњој историји екипа се није пласирала ни на једно од ова два велика такмичења.

## Историјат
Први сомалски фудбалски тимови формирани су током 1940−их година, а фудбалска такмичења која су окупљала локално становништво имала су у то време јак антиколонијални карактер. Један од главних организатора првобитних такмичења била је Сомалска омладинска лига, прва етнички сомалска политичка партија у земљи која је користила фудбалска такмичења у сврху јачања отпора италијанској колонијалној власти. Национални фудбалски савез основан је 1951. године, а у том периоду је са својим деловањем почела и национална репрезентација.
У другој половини 1980-их долази до грађанског рата у земљи који је довео до престанка свих фудбалских активности у земљи, а национална репрезентација је готово све утакмице углавном играла на неутралном терену. На Национални стадион у Могадишу репрезентација се враћа тек након 2013, иако најзначајније утакмице због безбедности и даље игра на неутралном терену.

## Резултати на светским првенствима
| ФИФА светско првенство | ФИФА светско првенство                     | ФИФА светско првенство                     | ФИФА светско првенство                     | ФИФА светско првенство                     | ФИФА светско првенство                     | ФИФА светско првенство                     | ФИФА светско првенство                     | ФИФА светско првенство                     |                                            | Квалификације за светска првенства         | Квалификације за светска првенства         | Квалификације за светска првенства         | Квалификације за светска првенства         | Квалификације за светска првенства         | Квалификације за светска првенства |                  |
| Година                 | Коло                                       | Пласман                                    | Ут                                         | П                                          | Н                                          | И                                          | Гол+                                       | Гол-                                       | Ут                                         | П                                          | Н                                          | И                                          | Гол+                                       | Гол-                                       |                                    |                  |
| ---------------------- | ------------------------------------------ | ------------------------------------------ | ------------------------------------------ | ------------------------------------------ | ------------------------------------------ | ------------------------------------------ | ------------------------------------------ | ------------------------------------------ | ------------------------------------------ | ------------------------------------------ | ------------------------------------------ | ------------------------------------------ | ------------------------------------------ | ------------------------------------------ | ---------------------------------- | ---------------- |
| 1930−1958.             | Нису учествовали; протекторат Италије и УК | Нису учествовали; протекторат Италије и УК | Нису учествовали; протекторат Италије и УК | Нису учествовали; протекторат Италије и УК | Нису учествовали; протекторат Италије и УК | Нису учествовали; протекторат Италије и УК | Нису учествовали; протекторат Италије и УК | Нису учествовали; протекторат Италије и УК | Нису учествовали; протекторат Италије и УК | Нису учествовали; протекторат Италије и УК | Нису учествовали; протекторат Италије и УК | Нису учествовали; протекторат Италије и УК | Нису учествовали; протекторат Италије и УК | Нису учествовали; протекторат Италије и УК |                                    |                  |
| 1962−1978.             | Нису учествовали                           | Нису учествовали                           | Нису учествовали                           | Нису учествовали                           | Нису учествовали                           | Нису учествовали                           | Нису учествовали                           | Нису учествовали                           | Нису учествовали                           | Нису учествовали                           | Нису учествовали                           | Нису учествовали                           | Нису учествовали                           | Нису учествовали                           |                                    |                  |
| 1982.                  | Нису се квалификовали                      | Нису се квалификовали                      | Нису се квалификовали                      | Нису се квалификовали                      | Нису се квалификовали                      | Нису се квалификовали                      | Нису се квалификовали                      | Нису се квалификовали                      | 2                                          | 0                                          | 2                                          | 0                                          | 1                                          | 1                                          |                                    |                  |
| 1986.                  | Нису учествовали                           | Нису учествовали                           | Нису учествовали                           | Нису учествовали                           | Нису учествовали                           | Нису учествовали                           | Нису учествовали                           | Нису учествовали                           | Нису учествовали                           | Нису учествовали                           | Нису учествовали                           | Нису учествовали                           | Нису учествовали                           | Нису учествовали                           | Нису учествовали                   | Нису учествовали |
| 1990.                  | Нису учествовали                           | Нису учествовали                           | Нису учествовали                           | Нису учествовали                           | Нису учествовали                           | Нису учествовали                           | Нису учествовали                           | Нису учествовали                           | Нису учествовали                           | Нису учествовали                           | Нису учествовали                           | Нису учествовали                           | Нису учествовали                           | Нису учествовали                           | Нису учествовали                   | Нису учествовали |
| 1994.                  | Нису учествовали                           | Нису учествовали                           | Нису учествовали                           | Нису учествовали                           | Нису учествовали                           | Нису учествовали                           | Нису учествовали                           | Нису учествовали                           | Нису учествовали                           | Нису учествовали                           | Нису учествовали                           | Нису учествовали                           | Нису учествовали                           | Нису учествовали                           | Нису учествовали                   | Нису учествовали |
| 1998.                  | Нису учествовали                           | Нису учествовали                           | Нису учествовали                           | Нису учествовали                           | Нису учествовали                           | Нису учествовали                           | Нису учествовали                           | Нису учествовали                           | Нису учествовали                           | Нису учествовали                           | Нису учествовали                           | Нису учествовали                           | Нису учествовали                           | Нису учествовали                           | Нису учествовали                   | Нису учествовали |
| 2002.                  | Нису се квалификовали                      | Нису се квалификовали                      | Нису се квалификовали                      | Нису се квалификовали                      | Нису се квалификовали                      | Нису се квалификовали                      | Нису се квалификовали                      | Нису се квалификовали                      | 2                                          | 0                                          | 0                                          | 2                                          | 0                                          | 6                                          |                                    |                  |
| 2006.                  | Нису се квалификовали                      | Нису се квалификовали                      | Нису се квалификовали                      | Нису се квалификовали                      | Нису се квалификовали                      | Нису се квалификовали                      | Нису се квалификовали                      | Нису се квалификовали                      | 2                                          | 0                                          | 0                                          | 2                                          | 0                                          | 7                                          |                                    |                  |
| 2010.                  | Нису се квалификовали                      | Нису се квалификовали                      | Нису се квалификовали                      | Нису се квалификовали                      | Нису се квалификовали                      | Нису се квалификовали                      | Нису се квалификовали                      | Нису се квалификовали                      | 1                                          | 0                                          | 0                                          | 1                                          | 0                                          | 1                                          |                                    |                  |
| 2014.                  | Нису се квалификовали                      | Нису се квалификовали                      | Нису се квалификовали                      | Нису се квалификовали                      | Нису се квалификовали                      | Нису се квалификовали                      | Нису се квалификовали                      | Нису се квалификовали                      | 2                                          | 0                                          | 0                                          | 2                                          | 0                                          | 5                                          |                                    |                  |
| 2018.                  | Нису се квалификовали                      | Нису се квалификовали                      | Нису се квалификовали                      | Нису се квалификовали                      | Нису се квалификовали                      | Нису се квалификовали                      | Нису се квалификовали                      | Нису се квалификовали                      | 2                                          | 0                                          | 0                                          | 2                                          | 0                                          | 6                                          |                                    |                  |
| 2022.                  | Биће одлучено                              | Биће одлучено                              | Биће одлучено                              | Биће одлучено                              | Биће одлучено                              | Биће одлучено                              | Биће одлучено                              | Биће одлучено                              | Биће одлучено                              | Биће одлучено                              | Биће одлучено                              | Биће одлучено                              | Биће одлучено                              | Биће одлучено                              |                                    |                  |
| 2026.                  | Биће одлучено                              | Биће одлучено                              | Биће одлучено                              | Биће одлучено                              | Биће одлучено                              | Биће одлучено                              | Биће одлучено                              | Биће одлучено                              | Биће одлучено                              | Биће одлучено                              | Биће одлучено                              | Биће одлучено                              | Биће одлучено                              | Биће одлучено                              |                                    |                  |
| Укупно                 |                                            | 0/21                                       |                                            |                                            |                                            |                                            |                                            |                                            | 11                                         | 0                                          | 2                                          | 9                                          | 1                                          | 26                                         |                                    |                  |

## Афрички куп нација
| Успеси на Афричком купу нација | Успеси на Афричком купу нација             | Успеси на Афричком купу нација             | Успеси на Афричком купу нација             | Успеси на Афричком купу нација             | Успеси на Афричком купу нација             | Успеси на Афричком купу нација             | Успеси на Афричком купу нација             | Успеси на Афричком купу нација             |
| Година                         | Коло                                       | Пласман                                    | Ут                                         | П                                          | Н                                          | И                                          | Гол+                                       | Гол-                                       |
| ------------------------------ | ------------------------------------------ | ------------------------------------------ | ------------------------------------------ | ------------------------------------------ | ------------------------------------------ | ------------------------------------------ | ------------------------------------------ | ------------------------------------------ |
| 1957−1959.                     | Нису учествовали; протекторат Италије и УК | Нису учествовали; протекторат Италије и УК | Нису учествовали; протекторат Италије и УК | Нису учествовали; протекторат Италије и УК | Нису учествовали; протекторат Италије и УК | Нису учествовали; протекторат Италије и УК | Нису учествовали; протекторат Италије и УК | Нису учествовали; протекторат Италије и УК |
| 1962.                          | Под суспензијом                            | Под суспензијом                            | Под суспензијом                            | Под суспензијом                            | Под суспензијом                            | Под суспензијом                            | Под суспензијом                            | Под суспензијом                            |
| 1963.                          | Под суспензијом                            | Под суспензијом                            | Под суспензијом                            | Под суспензијом                            | Под суспензијом                            | Под суспензијом                            | Под суспензијом                            | Под суспензијом                            |
| 1965.                          | Под суспензијом                            | Под суспензијом                            | Под суспензијом                            | Под суспензијом                            | Под суспензијом                            | Под суспензијом                            | Под суспензијом                            | Под суспензијом                            |
| 1968.                          | Под суспензијом                            | Под суспензијом                            | Под суспензијом                            | Под суспензијом                            | Под суспензијом                            | Под суспензијом                            | Под суспензијом                            | Под суспензијом                            |
| 1970.                          | Под суспензијом                            | Под суспензијом                            | Под суспензијом                            | Под суспензијом                            | Под суспензијом                            | Под суспензијом                            | Под суспензијом                            | Под суспензијом                            |
| 1972.                          | Под суспензијом                            | Под суспензијом                            | Под суспензијом                            | Под суспензијом                            | Под суспензијом                            | Под суспензијом                            | Под суспензијом                            | Под суспензијом                            |
| 1974.                          | Нису се квалификовали                      | Нису се квалификовали                      | Нису се квалификовали                      | Нису се квалификовали                      | Нису се квалификовали                      | Нису се квалификовали                      | Нису се квалификовали                      | Нису се квалификовали                      |
| 1976.                          | Нису се квалификовали                      | Нису се квалификовали                      | Нису се квалификовали                      | Нису се квалификовали                      | Нису се квалификовали                      | Нису се квалификовали                      | Нису се квалификовали                      | Нису се квалификовали                      |
| 1978.                          | Нису учествовали                           | Нису учествовали                           | Нису учествовали                           | Нису учествовали                           | Нису учествовали                           | Нису учествовали                           | Нису учествовали                           | Нису учествовали                           |
| 1980.                          | Нису се квалификовали                      | Нису се квалификовали                      | Нису се квалификовали                      | Нису се квалификовали                      | Нису се квалификовали                      | Нису се квалификовали                      | Нису се квалификовали                      | Нису се квалификовали                      |
| 1982.                          | Нису се квалификовали                      | Нису се квалификовали                      | Нису се квалификовали                      | Нису се квалификовали                      | Нису се квалификовали                      | Нису се квалификовали                      | Нису се квалификовали                      | Нису се квалификовали                      |
| 1984.                          | Нису се квалификовали                      | Нису се квалификовали                      | Нису се квалификовали                      | Нису се квалификовали                      | Нису се квалификовали                      | Нису се квалификовали                      | Нису се квалификовали                      | Нису се квалификовали                      |
| 1986.                          | Нису се квалификовали                      | Нису се квалификовали                      | Нису се квалификовали                      | Нису се квалификовали                      | Нису се квалификовали                      | Нису се квалификовали                      | Нису се квалификовали                      | Нису се квалификовали                      |
| 1988.                          | Нису се квалификовали                      | Нису се квалификовали                      | Нису се квалификовали                      | Нису се квалификовали                      | Нису се квалификовали                      | Нису се квалификовали                      | Нису се квалификовали                      | Нису се квалификовали                      |
| 1990.                          | Нису учествовали                           | Нису учествовали                           | Нису учествовали                           | Нису учествовали                           | Нису учествовали                           | Нису учествовали                           | Нису учествовали                           | Нису учествовали                           |
| 1992.                          | Нису учествовали                           | Нису учествовали                           | Нису учествовали                           | Нису учествовали                           | Нису учествовали                           | Нису учествовали                           | Нису учествовали                           | Нису учествовали                           |
| 1994.                          | Нису учествовали                           | Нису учествовали                           | Нису учествовали                           | Нису учествовали                           | Нису учествовали                           | Нису учествовали                           | Нису учествовали                           | Нису учествовали                           |
| 1996.                          | Нису учествовали                           | Нису учествовали                           | Нису учествовали                           | Нису учествовали                           | Нису учествовали                           | Нису учествовали                           | Нису учествовали                           | Нису учествовали                           |
| 1998.                          | Нису учествовали                           | Нису учествовали                           | Нису учествовали                           | Нису учествовали                           | Нису учествовали                           | Нису учествовали                           | Нису учествовали                           | Нису учествовали                           |
| 2000.                          | Нису учествовали                           | Нису учествовали                           | Нису учествовали                           | Нису учествовали                           | Нису учествовали                           | Нису учествовали                           | Нису учествовали                           | Нису учествовали                           |
| 2002.                          | Нису учествовали                           | Нису учествовали                           | Нису учествовали                           | Нису учествовали                           | Нису учествовали                           | Нису учествовали                           | Нису учествовали                           | Нису учествовали                           |
| 2004.                          | Нису учествовали                           | Нису учествовали                           | Нису учествовали                           | Нису учествовали                           | Нису учествовали                           | Нису учествовали                           | Нису учествовали                           | Нису учествовали                           |
| 2006.                          | Нису учествовали                           | Нису учествовали                           | Нису учествовали                           | Нису учествовали                           | Нису учествовали                           | Нису учествовали                           | Нису учествовали                           | Нису учествовали                           |
| 2008.                          | Нису учествовали                           | Нису учествовали                           | Нису учествовали                           | Нису учествовали                           | Нису учествовали                           | Нису учествовали                           | Нису учествовали                           | Нису учествовали                           |
| 2010.                          | Нису учествовали                           | Нису учествовали                           | Нису учествовали                           | Нису учествовали                           | Нису учествовали                           | Нису учествовали                           | Нису учествовали                           | Нису учествовали                           |
| 2012.                          | Под суспензијом КАФ                        | Под суспензијом КАФ                        | Под суспензијом КАФ                        | Под суспензијом КАФ                        | Под суспензијом КАФ                        | Под суспензијом КАФ                        | Под суспензијом КАФ                        | Под суспензијом КАФ                        |
| 2013.                          | Нису учествовали                           | Нису учествовали                           | Нису учествовали                           | Нису учествовали                           | Нису учествовали                           | Нису учествовали                           | Нису учествовали                           | Нису учествовали                           |
| 2015.                          | Нису учествовали                           | Нису учествовали                           | Нису учествовали                           | Нису учествовали                           | Нису учествовали                           | Нису учествовали                           | Нису учествовали                           | Нису учествовали                           |
| 2017.                          | Нису учествовали                           | Нису учествовали                           | Нису учествовали                           | Нису учествовали                           | Нису учествовали                           | Нису учествовали                           | Нису учествовали                           | Нису учествовали                           |
| 2019.                          | Нису учествовали                           | Нису учествовали                           | Нису учествовали                           | Нису учествовали                           | Нису учествовали                           | Нису учествовали                           | Нису учествовали                           | Нису учествовали                           |
| 2021.                          | Будући догађај                             | Будући догађај                             | Будући догађај                             | Будући догађај                             | Будући догађај                             | Будући догађај                             | Будући догађај                             | Будући догађај                             |
| 2023.                          | Будући догађај                             | Будући догађај                             | Будући догађај                             | Будући догађај                             | Будући догађај                             | Будући догађај                             | Будући догађај                             | Будући догађај                             |
| Укупно                         | Групна фаза                                | 0/31                                       | 0                                          | 0                                          | 0                                          | 0                                          | 0                                          | 0                                          |